# Linderödsåsen

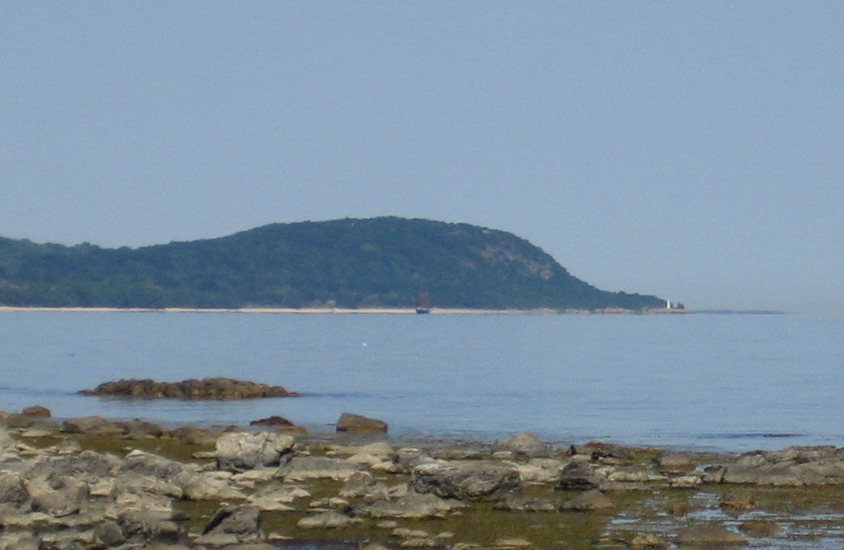
Stenshuvud, à l'extrèmité orientale du horst

Linderödsåsen est un horst de Scanie, dans le Sud de la Suède. Il s'étire sur une soixantaine de kilomètres à partir de Stenshuvud dans la commune de Simrishamn et se prolonge au nord-ouest avec le horst de Hallandsås.
La formation du horst est liée aux failles de la zone de Tornquist, qui marque la frontière sud du bouclier scandinave. Il s'oriente parallèlement aux autres horsts de Scanie (Romeleåsen, Söderåsen) selon un axe NE-SO. Les roches sont principalement des gneiss ou des granites gneissiques, contrairement aux roches majoritairement sédimentaires du reste de la Scanie.
Le horst culmine à 196 m dans la commune de Hörby. Il est majoritairement couvert de forêt, et constitue une des zones les plus sauvages de la région, autrement majoritairement agricole.

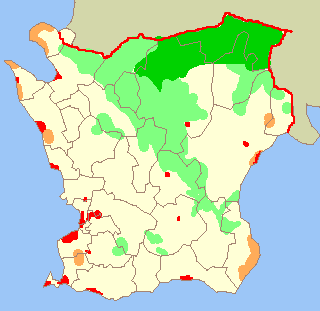
Carte de Scanie, on distingue Linderödsåsen, formant une diagonale de verdure